# Leichtathletik-Weltmeisterschaften 2009/Teilnehmer (St. Vincent und die Grenadinen)
| Gelbes Symbol für Goldmedaillen mit stilisierten Olympischen Ringen | Graues Symbol für Silbermedaillen mit stilisierten Olympischen Ringen | Braundes Symbol für Bronzemedaillen mit stilisierten Olympischen Ringen |
| ------------------------------------------------------------------- | --------------------------------------------------------------------- | ----------------------------------------------------------------------- |
| —                                                                   | —                                                                     | —                                                                       |

Der Leichtathletik-Verband von St. Vincent und den Grenadinen stellte zwei Athleten bei den Leichtathletik-Weltmeisterschaften 2009 in Berlin.

## Ergebnisse

### Männer

#### Sprung/Wurf
| Athlet         | Disziplin  | Qualifikation | Qualifikation | Finale     | Finale |
| Athlet         | Disziplin  | Weite/Höhe    | Platz         | Weite/Höhe | Platz  |
| -------------- | ---------- | ------------- | ------------- | ---------- | ------ |
| Clayton Latham | Weitsprung | NMW           | NMW           | –          | –      |

### Frauen

#### Laufdisziplinen
| Athletin         | Disziplin | Vorlauf    | Vorlauf | Halbfinale | Halbfinale | Finale             | Finale             |
| Athletin         | Disziplin | Zeit       | Platz   | Zeit       | Platz      | Zeit               | Platz              |
| ---------------- | --------- | ---------- | ------- | ---------- | ---------- | ------------------ | ------------------ |
| Kineke Alexander | 400 m     | 52,44 s SB | 19      | 53,43 s    | 22         | nicht qualifiziert | nicht qualifiziert |